# Felix Slade
Felix Joseph Slade, né à Lambeth (Londres) le 6 août 1788 et mort à Londres le 29 mars 1868, est un avocat anglais collectionneur anglais d'objets d'art en verre, de livres et de gravures.

## Biographie
Membre de la Society of Antiquaries of London (1866) et philanthrope, Felix Slade crée trois chaires Slade pour l'enseignement des beaux-arts aux universités Oxford, Cambridge et university College de Londres et finance également des bourses qui forment le début de la Slade School of Art (fondée en 1871) à Londres, dont le directeur porte le titre de professeur Slade. Le legs est également indirectement responsable de la fondation de la Ruskin School of Drawing à Oxford, école financée par le premier professeur d'Oxford, John Ruskin, qui annonce son intention dans sa leçon inaugurale « à la consternation générale de ses auditeurs ».
Les chaires d'Oxford et de Cambridge sont des chaires qui accueillent des visiteurs qui donnent les « Conférences Slade », l'une des plus prestigieuses séries de conférences sur l'histoire de l'art qui sont couramment publiées. Les premiers professeurs Slade sont John Ruskin à Oxford et Matthew Digby Wyatt à Cambridge; Edward Poynter donne la première conférence le 2 octobre 1871 à l'University College de Londres.
Il est fils de Robert Slade, un propriétaire terrien du Surrey et surveillant aux Doctors' Commons (en), finalement nommé sous-lieutenant du Surrey, et de sa femme Eliza Foxcroft de Halsteads (près de Thornton in Lonsdale dans le Yorkshire). De son père, il hérite une fortune considérable qui finance ses achats de livres et de gravures. Il vit avec son frère célibataire Henry dans la maison familiale de Walcot Place et réunit une précieuse collection de verrerie ancienne. Quand il meurt célibataire, il laisse une fortune de 160,000 £ et lègue la majeure partie de sa collection d'art au British Museum. Les livres sont à présent conservés à la British Library. 35,000 £ sont réservés pour la dotation de postes de professeur d'art plus tard appelé les professorats Slade à Oxford, Cambridge et à l'University College de Londres. Celle-dernière reçoit le legs supplémentaire de six bourses d'art pour les étudiants, qui forment le noyau de la Slade School of Fine Art.
Un catalogue détaillé de sa collection est préparé sous la direction éditoriale de Augustus Wollaston Franks. Richement illustré, il est préfacé par Alexander Nesbit. Ce catalogue, comportant quatre tomes, est publié à titre privé en 1871.
Margaret Sarah Carpenter a réalisé de Slade un portrait en craie de couleur.

## Source de la traduction
- (en) Cet article est partiellement ou en totalité issu de l’article de Wikipédia en anglais intitulé « Felix Slade » (voir la liste des auteurs).